# Неовиус, Фритьоф Адольфович
Фритьоф Адольфович Неовиус (иногда отчество — Васильевич; при рождении — Фритьоф Альфред Неовиус швед. Frithiof Alfred Neovius; 12 августа 1830, Сердоболь — 27 марта 1895, Гельсингфорс, Великое княжество Финляндское) — российский военнослужащий, генерал-лейтенант (1885), директор Финляндского кадетского корпуса (1871—1885).

## Биография
Окончил Финляндский кадетский корпус, а в 1851 году окончил Императорскую Николаевскую военную академию.
С 23 августа 1871 года в чине полковника назначен директором Финляндского кадетского корпуса. 30 августа 1875 года произведён в генерал-майоры.
22 октября 1885 года вышел в отставку с производством в чин генерал-лейтенанта, мундиром и пенсией.
В 1884 году, совместно с медиком Робертом Эком, основал редакцию газеты «Fredrikshamns Tidningin».
В 1890 году в Гельсингфорсе вышла его книга «Торговые сношения Финляндии с Россией: [По поводу таможенного вопроса]».

## Семья
- Отец — Юхан Адольф Неовиус (швед. Johan Adolf Neovius), настоятель прихода в Сердоболе.
- Мать — Густава Мария Шарлотта Бургман (швед. Gustava Maria Charlotta Burgman)
- Брат — Эдвард[фин.] (1823—1888), математик и преподаватель.
- Жена — Анна Наталья Гешвенд (нем. Anna Natalie Geschwend) в браке с 1854 года.
  - Сын — Арвид Неовиус (27 июня 1861, Санкт-Петербург — 28 января 1916, Гельсингфорс) — финляндский публицист.
  - Дочь — Дагмара Неовиус[фин.] (21 мая 1867, Москва — 27 июля 1939, Хельсинки) — финский политик.